# 上野学園中学校・高等学校
上野学園中学校・高等学校（うえのがくえんちゅうがっこう・こうとうがっこう）は、東京都台東区東上野四丁目にある私立中学校・高等学校。
旧制女学校である上野女学校（のちの旧制高等女学校である上野高等女学校）をその前身とする。戦後に日本の高等学校では初となる音楽科を設置した。2007年度から中学校・高等学校とも男女共学化された。
本項では、かつて埼玉県草加市に所在し、上野学園高等学校へ統合され廃校となった上野学園草加高等学校についても記述する。

## 概要
1904年（明治37年）、石橋藏五郎（1875年 - 1964年）が「自覚」を「建学の精神」として、東京府東京市下谷区上野桜木町（現在の東京都台東区上野桜木）に上野女学校を設立した。
1909年（明治42年）から1912年（大正元年）にかけての時期、辻潤が英語科で教鞭を執っていた。伊藤野枝は上野高等女学校在学中に英語教師であった辻潤と出会い結婚している。

### 制服
基本的に中高共通。
冬服
- 男子 : ブレザー
- 女子 : ブレザー

夏服
- 男子 : ワイシャツ
- 女子 : ブラウス

## 沿革
- 1904年（明治37年）11月 - 上野桜木町に私立上野女学校を創立[1]。
- 1910年（明治43年） - 上野高等女学校に改まる。
- 1910年9月 - 財団法人私立上野高等女学校を創設。
- 1912年（大正元年）10月 - 校地を移転。
- 1914年（大正3年）11月 - 私立上野実習女学校を私立上野家政女学校へ改称。
- 1945年（昭和20年）10月8日 - 学校農園の不正に対し、女学生150名による学園民主化闘争・同盟休校（ストライキ）が発生。同月21日に解決したが、これが「戦後初のストライキ」として歴史に残ることとなる[3]。
- 1946年（昭和21年）4月
  - 上野女子高等学院（文化科、家政科）を設置。
  - 上野高等女学校（英語科、被服科）を設置。
  - 運営母体を財団法人上野学園へ改組。
  - 上野高等女学校が東京都の音楽研究指定校となる。
- 1947年4月 - 上野学園中学校を設置（学校教育法実施により、上野高等女学校および専攻科は上野学園中学校・高等学校へ改組）。
- 1948年4月 - 上野学園高等学校を設置。
- 1949年4月
  - 上野学園高等学校に日本の高等学校では初となる音楽科を設置[1]。
  - 上野学園高等学校に別科を設置。
- 1951年2月 - 運営母体を学校法人上野学園へ改組。
- 1952年4月 上野学園短期大学が東京都台東区上野に開学。
- 1952年4月 - 上野女子高等学院を廃止。
- 1961年3月 - 上野学園家政高等学院を上野学園草加高等学校へ改組[4]。
- 1965年（昭和40年）- 草加市原町において、総合運動場および増設される上野学園短期大学草加校舎の建設に着手[5]。
- 1975年3月 - 上野学園草加高等学校を廃止、上野学園高等学校へ統合。
- 1985年4月 - 上野学園短期大学が上野学園大学短期大学部へ改称、草加市原町へキャンパスを移転。
- 2004年4月 - 創立100周年を迎える。
- 2007年4月 - 中学校・高等学校を男女共学化、新校舎が完成。

## 系列校
- 学校法人上野学園
  - 上野学園大学
  - 上野学園大学短期大学部

## 交通
- JR上野駅より徒歩約5分
- 首都圏新都市鉄道つくばエクスプレス浅草駅徒歩12分
- 京成電鉄本線京成上野駅より徒歩約10分

## 主な卒業生

### 女学校
- 高橋淡路女 - 俳人

### 高等女学校
- 伊藤野枝 - 作家、女性運動家
- 飯田蝶子 - 女優（中退）
- 香住佐代子 - 女優
- 水川八重子 - 女優
- 小林トシ子 - 女優

### 中学校・高等学校
- 太田裕美 - 歌手
- 大木彩乃 - シンガーソングライター
- 北あけみ - 女優
- 栗山絵美 - 女優
- やまがたすみこ - シンガーソングライター

### 高等学校
- いしだあゆみ - 女優
- 光本幸子 - 女優
- 愛まち子 - 歌手
- 市地洋子 - 女優
- 今井和子 - 女優（中退）
- 希城なつ紀 - 元宝塚歌劇団
- 桜路晴美 - 元宝塚歌劇団
- 百千糸 - 元宝塚歌劇団
- 古賀さと子 - 童謡歌手・女優
- 藤井久仁江 - 地歌・箏曲家
- 矢野薫 - ハープシコード奏者

## 上野学園草加高等学校
上野学園草加高等学校（うえのがくえんそうかこうとうがっこう）は、かつて埼玉県草加市に所在した私立高等学校。設置者は学校法人上野学園。女子校であった。1961年（昭和36年）3月に上野学園家政高等学院を上野学園草加高等学校へ改組し、同年4月1日に開校した。
上野学園大学・上野学園短期大学の草加キャンパスの場所に立地していた。1975年（昭和50年）3月末をもって閉校し、上野学園高等学校へ統合された。学校敷地の跡地の一部は草加市立病院（草加市草加2丁目）の敷地となっている。
なお、1983年（昭和58年）4月1日に開校した埼玉県立草加西高等学校の開校式・入学式が、同年4月9日に上野学園短期大学（草加キャンパス）の体育館を借りて行われている。